# Polygala serpyllifolia
Polygala serpyllifolia es una especie de planta perenne perteneciente a la familia de las poligaláceas. 

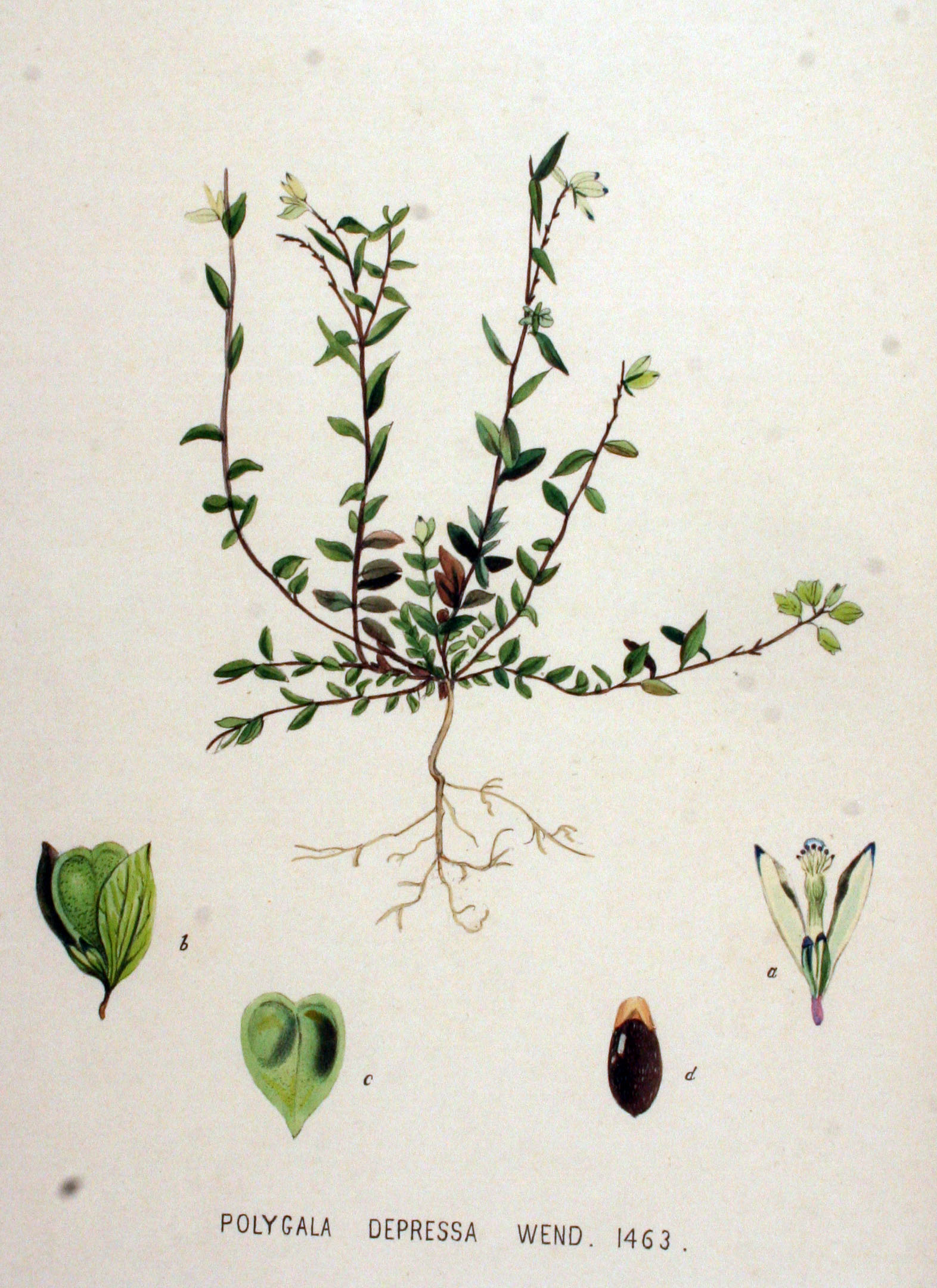
Ilustración

## Distribución y hábitat
Es una planta nativa de Sudáfrica donde se encuentra en matorrales y lugares herbosos. 

## Descripción
Alcanza un tamaño de hasta 25 cm de altura. Las hojas inferiores están dispuestas en pares opuestos. Florece de mayo a agosto.

## Taxonomía
Polygala serpyllifolia fue descrita por Johan Albert Hosé y publicado en Usteri, Ann. Bot. xxi. (1797) 39.
Etimología
Polygala: nombre genérico que deriva del griego y significa
"mucha leche", ya que se pensaba que la planta servía para aumentar la producción de leche en el ganado.
serpyllifolia: epíteto latíno que significa "como la hoja de Thymus serpyllum".
Sinonimia
- Polygala serpyllacea Weihe[4]